# Ghibli (torpilleur)
Pour les articles homonymes, voir Ghibli.
Le Ghibli (fanion « GH ») était un torpilleur italien de la classe Ciclone lancé en 1943 pour la Marine royale italienne (en italien : Regia Marina). 

## Construction et mise en service
Le Ghibli est construit par le chantier naval Navalmeccanica de Castellammare di Stabia en Italie, et mis sur cale le 30 août 1941. Il est lancé le 28 février 1943 et est achevé et mis en service le 24 juillet 1943. Il est commissionné le même jour dans la Regia Marina.

## Histoire du service
Unité moderne de la classe Ciclone, conçue spécifiquement pour l'escorte des convois le long des routes périlleuses vers l'Afrique du Nord, le torpilleur Ghibli est entré en service en juillet 1943, alors que la guerre des convois était terminée. Le navire a donc été très peu utilisé, restant en service pendant moins de deux mois.
Lors de la proclamation de l'armistice du 8 septembre 1943 (Armistice de Cassibile), le Ghibli se trouve à La Spezia en train de travailler et, incapable de bouger, il est sabordé par son équipage le 9 septembre 1943, pour éviter d'être capturé par les troupes allemandes.
Les Allemands, cependant, récupèrent le navire, le renflouent et le remorquent à Gênes pour le réparer, mais les travaux ne sont jamais achevés et le 24 avril 1945, les Allemands en retraite coulent à nouveau le torpilleur dans le port ligurien.
L'épave du Ghibli est récupérée en 1947 et commence sa démolition.

### Commandants
- Capitaine de corvette (Capitano di corvetta) Renato Lo Monaco (né à Naples le 4 novembre 1909) (juillet - septembre 1943))